# Roncadelle
Roncadelle é uma comuna italiana da região da Lombardia, província de Bréscia, com cerca de 7.623 habitantes. Estende-se por uma área de 9 km², tendo uma densidade populacional de 847 hab/km². Faz fronteira com Brescia, Castegnato, Castel Mella, Gussago, Torbole Casaglia, Travagliato.

## Demografia
| Variação demográfica do município entre 1861 e 2011                               |
|                                                                                   |
| Fonte: Istituto Nazionale di Statistica (ISTAT) - Elaboração gráfica da Wikipedia |